# كريستوفر كارلي
كريستوفر كارلي (بالإنجليزية: Christopher Carley)‏ هو ممثل أمريكي، ولد في 31 مايو 1978 بمدينة مكسيكو في المكسيك.

## أعمال

### أفلام
- (2007) أسود وحملان[2]
- (2008) غران تورينو[3][4][5]

## وصلات خارجية
- كريستوفر كارلي على موقع IMDb (الإنجليزية)
- كريستوفر كارلي على موقع قاعدة بيانات الفيلم (الإنجليزية)